# Forever Marshall Islands
Forever Marshall Islands är Marshallöarnas nationalsång.

## Texten påengelska
My island (heart) lies o'er the ocean;
Like a wreath of flowers upon the sea;
With a (the) light of Maker from far above;
Shining the with the brilliance of rays of life;
Our Father's wondrous creation;
Bequeathed to us, our Motherland;
I'll never leave my dear home sweet home;
God of our forefathers protect and bless forever Marshall Islands.

## Texten påmarshalliska
Aelon eo ao ion lometo;
Einwot wut ko loti ion dren elae;
Kin meram in Mekar jen ijoilan;
Erreo an romak ioir kin meramin mour;
Iltan pein Anij eweleosim woj;
Kejolit kij kin ijin jikir emol;
Ijjamin Ilok jen in aolemo ran;
Anij an ro jemem wonakke im kej rammon Aelin kein am.